# Eudialeurodicus bodkini
Eudialeurodicus bodkini là một loài côn trùng cánh nửa trong họ Aleyrodidae, phân họ Aleurodicinae.
Eudialeurodicus bodkini được Quaintance & Baker miêu tả khoa học đầu tiên năm 1915.